# 酒井俊夫
酒井 俊夫（さかい としお、1951年 - ）は、コンピュータプログラマ。
かつて在籍した管理工学研究所では、基本設計の段階からデータベースソフト「桐」の開発に携わる。その後、（株）ソフトヴィジョンを技術者7名にて設立。Windows用エンドユーザデータベースソフト「DBPro」等の開発に従事。

現在、同社にて代表取締役を務める。

## 経歴
- 1951年 東京都生まれ。
- 1976年 慶應義塾大学大学院工学研究科修了。
- 1976年4月、（株）管理工学研究所に入社。日本語データベースソフト「桐」などの開発に従事。
- 1989年1月より（株）ソフトヴィジョンに勤務。

## 主要著書
- 『データベースシステムの実際 －「桐」全機能解説－』　サイエンス社　（1988年3月） ISBN 978-4-7819-0503-7
- 『岩波FORTRAN辞典』（共著）  岩波書店 （1986年12月） ISBN 978-4-00-009881-6